# Musique des Caraïbes
 (octobre 2024).
La mise en forme du texte ne suit pas les recommandations de Wikipédia : il faut le « wikifier ».
Les points d'amélioration suivants sont les cas les plus fréquents. Le détail des points à revoir est peut-être précisé sur la page de discussion.
- Les titres sont pré-formatés par le logiciel. Ils ne sont ni en capitales, ni en gras.
- Le texte ne doit pas être écrit en capitales (les noms de famille non plus), ni en gras, ni en italique, ni en « petit »…
- Le gras n'est utilisé que pour surligner le titre de l'article dans l'introduction, une seule fois.
- L'italique est rarement utilisé : mots en langue étrangère, titres d'œuvres, noms de bateaux, etc.
- Les citations ne sont pas en italique mais en corps de texte normal. Elles sont entourées par des guillemets français : « et ».
- Les listes à puces sont à éviter, des paragraphes rédigés étant largement préférés. Les tableaux sont à réserver à la présentation de données structurées (résultats, etc.).
- Les appels de note de bas de page (petits chiffres en exposant, introduits par l'outil «  Source ») sont à placer entre la fin de phrase et le point final[comme ça].
- Les liens internes (vers d'autres articles de Wikipédia) sont à choisir avec parcimonie. Créez des liens vers des articles approfondissant le sujet. Les termes génériques sans rapport avec le sujet sont à éviter, ainsi que les répétitions de liens vers un même terme.
- Les liens externes sont à placer uniquement dans une section « Liens externes », à la fin de l'article. Ces liens sont à choisir avec parcimonie suivant les règles définies. Si un lien sert de source à l'article, son insertion dans le texte est à faire par les notes de bas de page.
- La présentation des références doit suivre les conventions bibliographiques. Il est recommandé d'utiliser les modèles {{Ouvrage}}, {{Chapitre}}, {{Article}}, {{Lien web}} et/ou {{Bibliographie}}. Le mode d'édition visuel peut mettre en forme automatiquement les références.
- Insérer une infobox (cadre d'informations à droite) n'est pas obligatoire pour parachever la mise en page.

Pour une aide détaillée, merci de consulter Aide:Wikification.
Si vous pensez que ces points ont été résolus, vous pouvez retirer ce bandeau et améliorer la mise en forme d'un autre article.
La musique des Caraïbes ou musique caribéenne est l'ensemble de rythmes, chants et danses traditionnels des Caraïbes.
La musique antillaise française est un sous-genre de la musique caribéenne.
Musique caribéenne :
- La salsa. ...
- Le calipso. ...
- Le reggae. ...
- La rumba. ...
- La cumbia. ...
- Le merengue. ...
- Autres rythmes et danses propres aux Caraïbes : le cha-cha-cha, le bolero, le son, le mambo, le ska, le reggaeton, le dub, la guaracha, la gaita zuliana, la pachanga, la bachata, la champeta, le timba, le zouk, la kompa, le vallenato, entre autrui.

La musique caribéenne naît d'un creuset culturel, de la synthèse de diverses influences : musique européenne, musique subsaharienne (noire africaine) et musique amérindienne (autochtone d'Amérique) , et à une moindre échelle, musique indienne, aussi bien que part du métissage américain. Les rythmes caribéens sont des piliers ce dont se connaît comme des rythmes latins. Ils se caractérisent par l'usage de percussion et instruments de vent.
La musique des Caraïbes comprend les musiques de langue hispanique, anglaise et française, et aussi néerlandaise à Aruba, Curazao et part de l'île de Saint-Martin.

## Genres musicaux

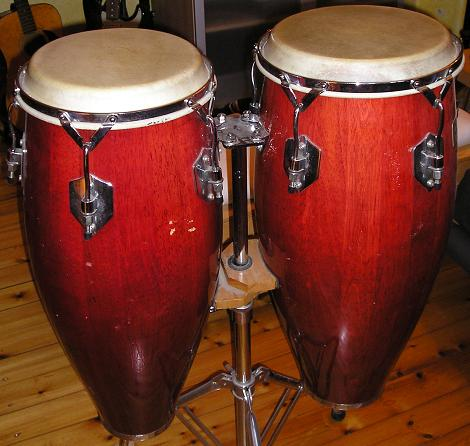
Les congas, instrument de percussion typique de la musique caribéenne.

Quelques uns des genres musicaux caribéens sont :
- Bachata
- Beguine
- Bolero
- Bomba
- Bullerengue
- Calipso
- Carabiné
- Chachacha
- Champeta
- Chandé
- Changüi
- Conga
- Congo
- Cumbia colombiana
- Cumbia panameña
- Dancehall
- Danzón
- Dub
- Gaita
- Golpe
- Guaguancó
- Guajira
- Guaracha
- Habanera
- Jarana yucateca
- Kompa
- Mambo
- Mapalé
- Merecumbé
- Merengue
- Nueva Trova Cubana
- Pachanga
- Palo de Mayo
- Pasillo
- Plena
- Polo
- Porro
- Punta
- Punto cubano
- Reggae
- Reggae en español
- Reguetón
- Rocksteady
- Rumba
- Salsa
- Ska
- Soca
- Son cubano
- Son montuno
- Son Jarocho
- Shola giletuno

[réf. nécessaire]
- Timba
- Trova yucateca
- Twoubadou
- Vallenato
- Zouk